# Profiterole

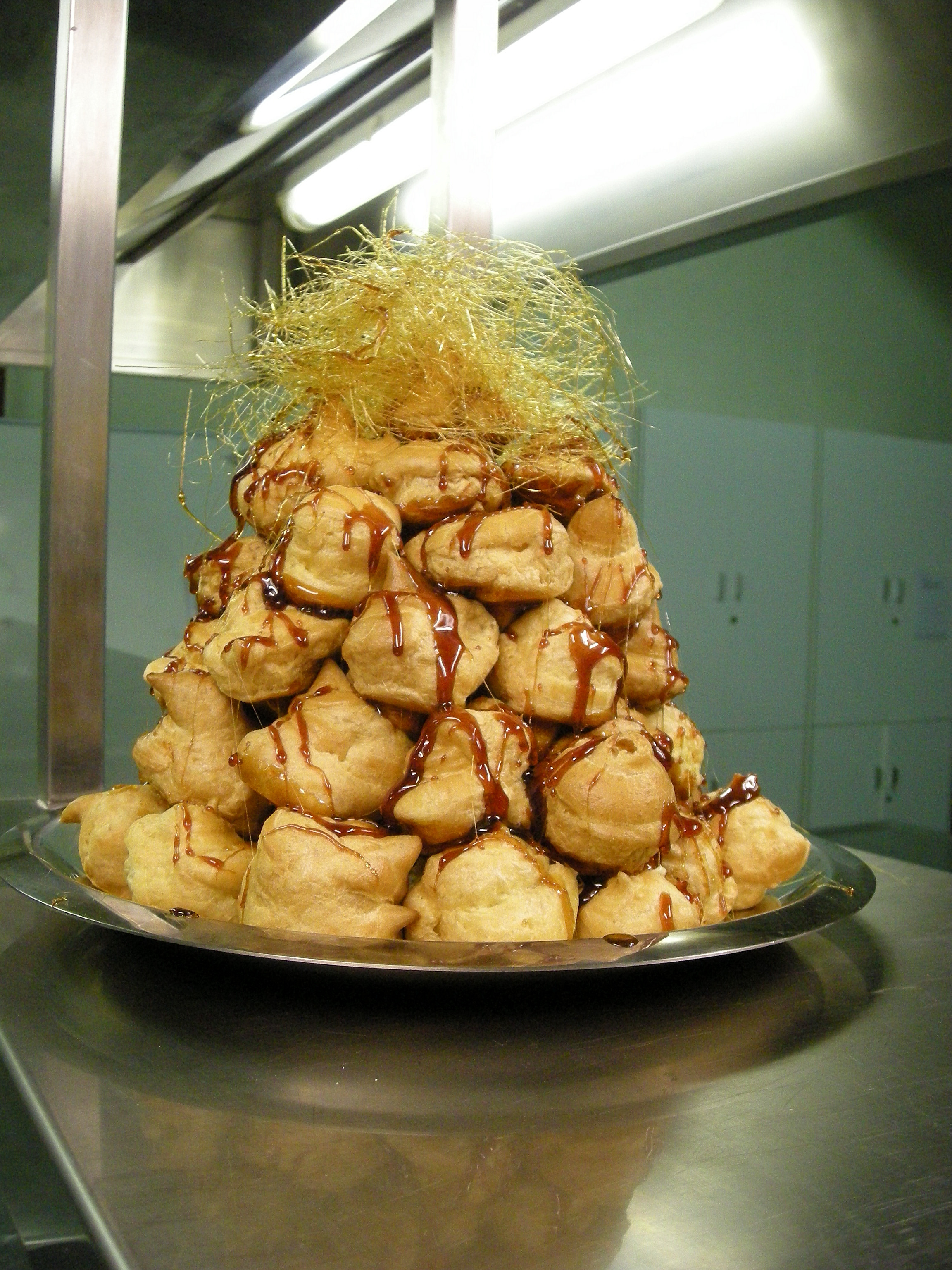
Profiterole ricoperti di caramello

Il profiterole (pronuncia francese /pʁɔfiˈtʁɔl/, in italiano generalmente /profiteˈrɔl/) è un tipo di dolce francese ottenuto con un bignè riempito di crema pasticcera, crema chantilly, panna o gelato e ricoperto con una crema di cioccolato o di caramello.

## Storia e ricettario
Per molto tempo si è creduto che la pasta choux fosse stata inventata dai cuochi italiani alla corte di Caterina de' Medici, regina di Francia nel XVI secolo. Tuttavia, questa convinzione è oggi considerata un mito. La figura del cuoco Popelini, spesso associata a questa invenzione, sembra essere fittizia, poiché non esistono registrazioni di un cuoco italiano di questo nome alla corte francese. Inoltre, sono stati ritrovati documenti che attestano l'esistenza della ricetta in periodi precedenti, mettendo in dubbio la sua origine italiana.
La presentazione più comune avviene disponendo i singoli profiterole in una "montagnetta" come nel noto croquembouche. I profiterole sono utilizzati anche come guarnizione per la torta Saint Honoré.
La parola (anche nella forma prophitrole, profitrolle, profiterolle) esiste dal sedicesimo secolo, ma il suo significato originale sia in inglese che in francese non è chiaro, anche se in seguito ha assunto l'accezione di una specie di panino "cotto sotto la cenere". L'attuale significato è attestato con chiarezza solo dal diciannovesimo secolo. Un'altra origine del nome potrebbe essere quella di "profit", in francese profitto, guadagno. Secondo altre fonti il termine farebbe riferimento ai bignè che, in base alla ricetta tradizionale, si "approfittano" del cioccolato, andando a formare una gustosa montagnetta.
Nella zona di Messina esiste una variante, che è chiamata bianco e nero.
In Toscana, in particolare a Firenze, il dolce è comunemente chiamato Bongo.